# Mittleres Kraftrad Maico 250 B
Das Kraftrad (Krad) Maico 250 B war das erste speziell für die Bundeswehr entwickelte geländegängige Motorrad, das ab 1959 in die Truppe eingeführt und bis zur Ausmusterung der letzten Maschinen 1983 verwendet wurde.

## Entwicklung
Mit Aufstellung der Bundeswehr im Jahr 1956 konnten zunächst nur handelsübliche Motorräder  beschafft werden. Sie waren jedoch durch ihre eingeschränkte Geländegängigkeit für den Bedarf der Truppe nur bedingt geeignet. Im Jahr 1959 wurde das erste speziell für den Bedarf der Bundeswehr entwickelte Kraftrad vorgestellt, die 250 M/B des Herstellers Maisch & Co (Maico). Maico in Pfäffingen bei Tübingen hatte sich zu dieser Zeit bereits mit ihren Produkten im Geländesport profiliert. In den Jahren 1960 bis 1966 wurden insgesamt ca. 10.000 Maico 250 M/B für einen Stückpreis von 2000 DM beschafft. Etwa ein Drittel der Maschinen wurde von Zweirad-Union in Nürnberg montiert, wobei Maico Motor, Tank, Gabel und Naben zulieferte. Das Motorrad erfuhr während seiner Verwendung in der Bundeswehr keine technischen Modifikationen.

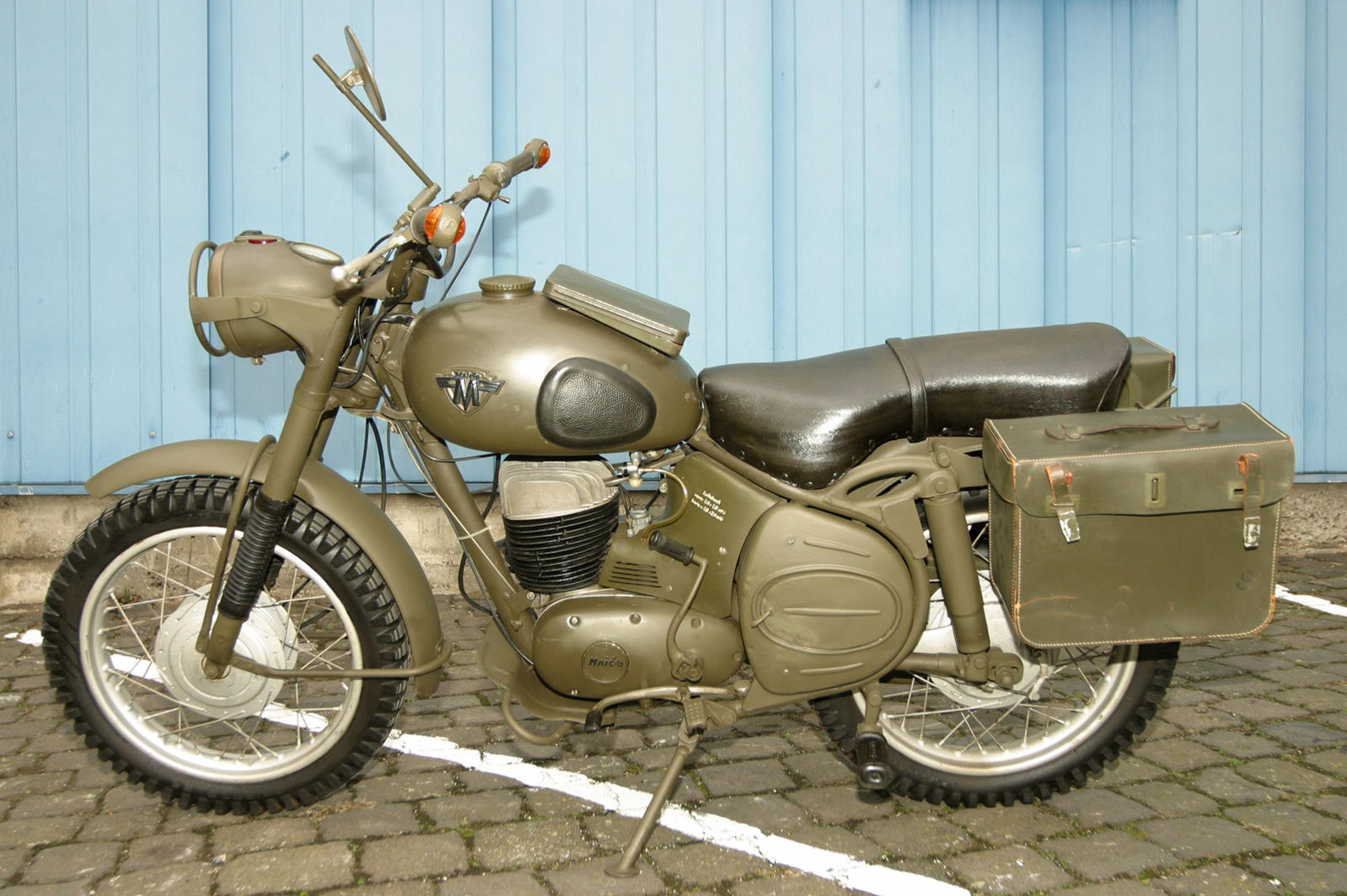
Maico 250 B der Bundeswehr (links)
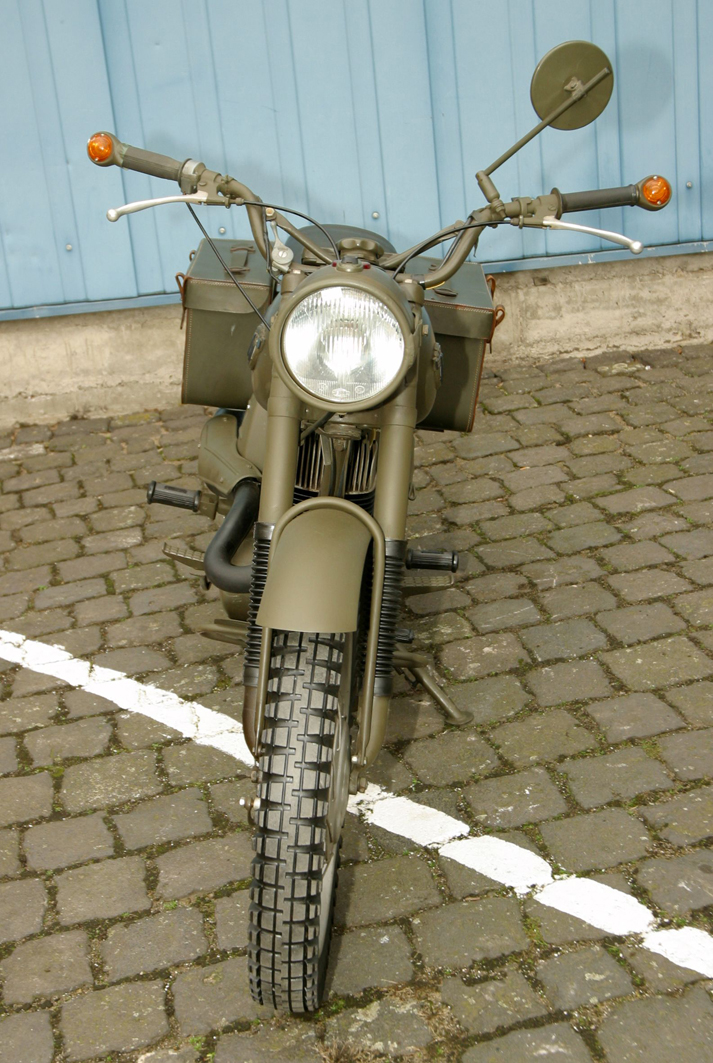
Maico 250 B (vorn)
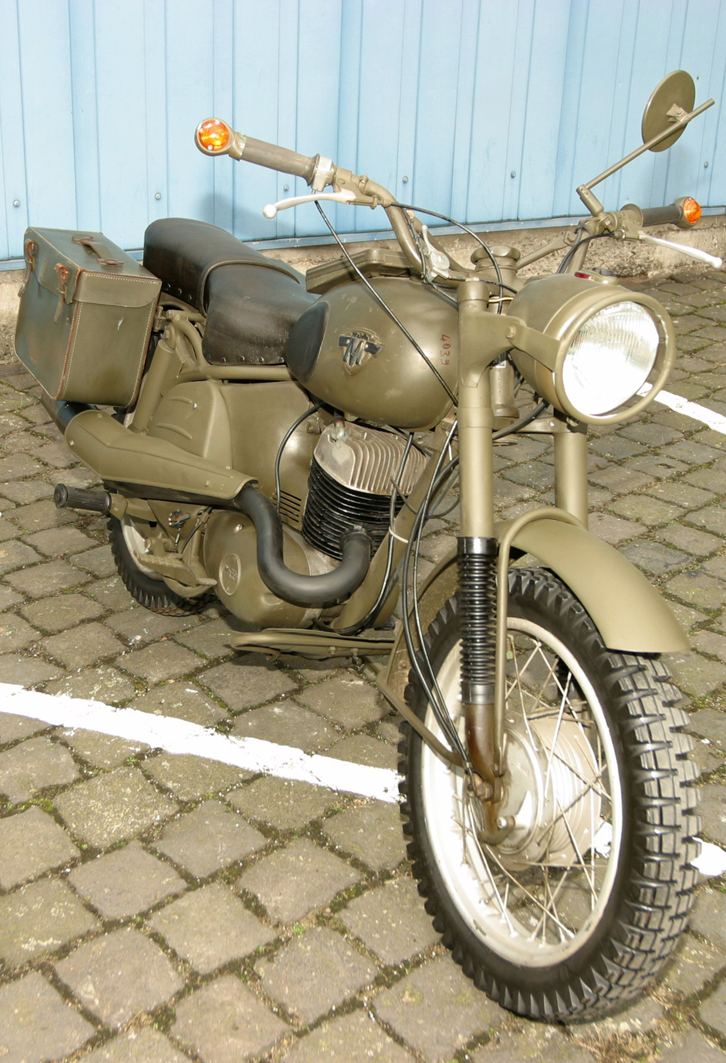
Maico 250 B (vorn)
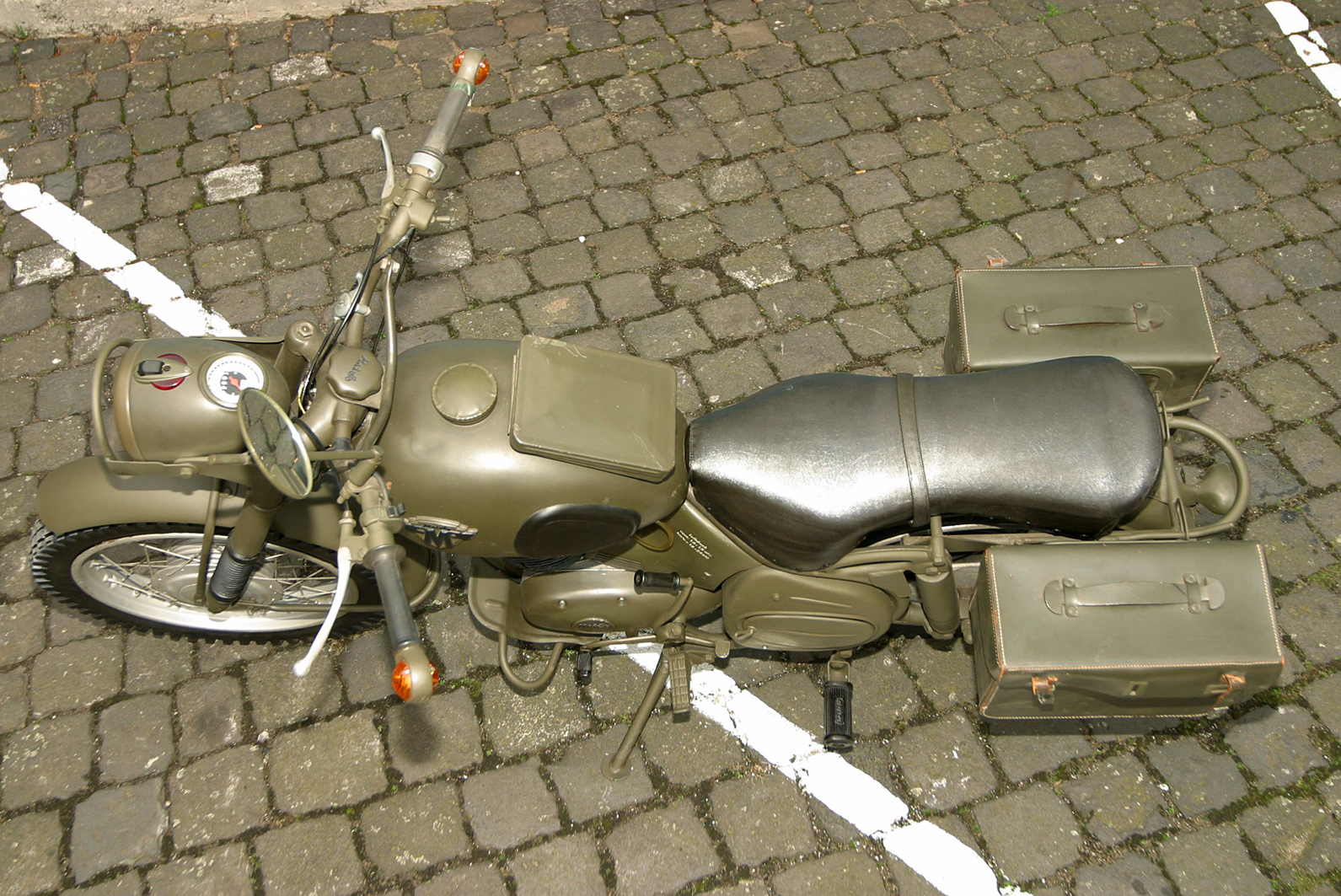
Maico 250 B (von oben)

## Verwendung
Das Motorrad wurde insbesondere im Heer für den Melde- und Kurierdienst sowie im Dienst der Feldjägertruppe eingesetzt.

## Ablösung und Nachfolger
Die der Maico 250 M/B ab 1970 folgende Hercules K 125 hatte mit 125 cm³ einen geringeren Hubraum. Zwischenzeitlich hatte sich die Produktpalette der Hersteller geländegängiger Motorräder verändert und es wurden weniger Motoren mit größerem Hubraum gebaut.

## Ausstellung in Museen
Baumuster des Motorrades sind u. a. im Militärhistorischen Museum Dresden(siehe Abbildung) und der Wehrtechnischen Studiensammlung in Koblenz ausgestellt.